# Yuta Baba
Yuta Baba (馬場 憂太 Baba Yuta?), född 22 januari 1984 i Tokyo prefektur, är en japansk före detta fotbollsspelare.
Baba började sin karriär 2002 i FC Tokyo. Han spelade 107 ligamatcher för klubben. Med FC Tokyo vann han japanska ligacupen 2004. 2008 flyttade han till JEF United Chiba. Efter JEF United Chiba spelade han för Montedio Yamagata, Tokyo Verdy och Daejeon Citizen. Han avslutade karriären 200.